# Bernard-Joseph Saurin
Pour les articles homonymes, voir Saurin.
Bernard-Joseph Saurin est un avocat, poète, chansonnier, goguettier et auteur dramatique français né à Paris en 1706 où il  meurt le 16 novembre 1781.

## Biographie
Bernard-Joseph Saurin était le fils du ministre protestant converti et mathématicien Joseph Saurin, qui avait été la victime en 1712 de l’affaire des couplets diffamatoires de Jean-Baptiste Rousseau qui lui avaient été attribués. Attiré par les lettres, fréquentant la Société du Caveau, il dut embrasser la carrière d'avocat au Parlement et demeurer quinze ans dans ce métier qu'il n'aimait pas pour subvenir aux besoins de sa famille. Il n'entama une carrière au théâtre qu'à l'âge de quarante ans.
Ni sa comédie Les Trois rivaux, ni sa tragédie d’Aménophis ne rencontrèrent le succès. Celui-ci vint en 1760 avec la tragédie de Spartacus et la comédie Les Mœurs du temps, qui furent applaudies à la Comédie-Française. Dès l'année suivante, l'auteur fut élu membre de l'Académie française.
Il fréquenta les cafés littéraires et les salons de Madame Necker, de Mme de Tencin, de Madame Geoffrin et de Madame d'Épinay, dont il est le soupirant malheureux. Ami de Voltaire, de Saint-Lambert, de Montesquieu, de Turgot et d'Helvétius, il peut être considéré comme lié au parti philosophique.
Il a traduit des pièces d'auteurs anglais, et a vu quelques-unes de ses pièces traduites à leur tour en anglais. Parmi ses pièces, on peut citer notamment Béverlei (1768), tragédie bourgeoise dont le sujet est la passion du jeu.
Il se marie tardivement: en 1761, il épouse Marie Anne Jeanne Sandras (1734- vers 1796).

## Œuvres

### Théâtre
La liste chronologique ci-dessous comporte des liens avec la base Gallica de la Bibliothèque nationale de France lorsque l'ouvrage est disponible dans cette base de données :
- Aménophis, tragédie représentée pour la première fois à la Comédie-Française le 12 novembre 1752
- Spartacus, tragédie représentée pour la première fois à la Comédie-Française le 20 février 1760, reprise en février 1772 et le 20 août 1818 lire en ligne sur Gallica
- Les Mœurs du temps, comédie en un acte et en prose, représentée pour la première fois à la Comédie-Française le 22 décembre 1760 (69 représentations de 1760 à 1785) lire en ligne sur Gallica
- Blanche et Guiscard, tragédie imitée de l'anglais de Tancred and Sigismunda de Thomson, représentée pour la première fois à la Comédie-Française le 25 septembre 1763 lire en ligne sur Gallica
- L'Orpheline léguée, comédie en 3 actes en vers libres, Fontainebleau, Comédiens français ordinaires du Roi, 5 novembre 1765 ; Paris, 6 novembre 1765
- Béverlei, tragédie bourgeoise imitée de l'anglais, de The Gamester d'Edward Moore, en cinq actes et en vers libres, Paris, Comédiens français, 7 mai 1768 lire en ligne sur Gallica
- L'Anglomane, ou l'Orpheline léguée, comédie en 1 acte et en vers libres, Fontainebleau, Comédiens français, 5 novembre 1772 ; Paris, 23 novembre 1772 lire en ligne sur Gallica
- Sophie Francourt, comédie en 4 actes et en prose, Paris, Comédiens italiens ordinaires du Roi, 18 février 1783 lire sur Google Livres

### Postérité critique
La tragédie de Spartacus est une pièce remarquable. Le sujet exalte la liberté et l'inhumanité de la guerre, sans reculer devant une vive critique de la grandeur de la Rome antique. La versification est franche et ferme, bien accordée au sujet :
De tous les temps il fut d'illustres conquérants
Qui de sang altérés, moins guerriers que brigands,
Pour le malheur du monde ont recherché la gloire.
Parmi tant de héros trop vantés par l'histoire,
À peine en est-il un qui soit, par sa bonté,
Digne d'être transmis à la postérité ;
Ivres de la victoire, injustes, sanguinaires,
Ils ont tous oublié que les hommes sont frères.
(Acte II, Scène 1)
Que l'on naisse monarque, esclave ou citoyen,
C'est l'ouvrage du sort ; un grand homme est le sien.
ibidem
Spartacus expirant brave l'orgueil du Tibre ;
Il vécut non sans gloire, et meurt en homme libre.
Derniers vers de la pièce
La comédie des Mœurs du temps est beaucoup plus conservatrice dans le fond comme dans la forme. Dénonçant les conceptions mondaines et immorales du mariage ainsi que le snobisme, elle se situe dans la veine de nombreuses pièces de l'époque : Le Préjugé à la mode de Nivelle de La Chaussée, Le Méchant de Gresset, Le Cercle de Poinsinet, Les Fausses infidélités de Barthe, etc. : « On épouse une femme, on vit avec une autre, et l'on n'aime que soi. »
La pièce vaut surtout pour l'opposition forte et bien campée entre le monde des roués, des cyniques et des dépravés et la simplicité et le naturel du peuple, qui annonce le Rousseau de La Nouvelle Héloïse : « j'ai lu quelque part qu'il n'y a de vrais plaisirs que ceux du peuple, qu'ils sont l'ouvrage de la nature, que les autres sont les enfants de la vanité, et que sous leur masque on ne trouve que l'ennui ».
Appliquant les préceptes de Diderot – comme Voltaire l'avait fait dans Le Café, ou l'Écossaise – Saurin met en scène la vie quotidienne, avec des indications scéniques précises qui témoignent d'une volonté nouvelle d'introduire du naturel et du réalisme dans la dramaturgie. Cette ambition n'exclut pas la fantaisie, comme dans les scènes finales, dont le mouvement rapide n'est pas sans annoncer Le Mariage de Figaro.
Les Mœurs du temps ont été reprises par la Comédie-Française en 1961-1962 (12 représentations) et Spartacus par Jacques Weber en 1980 ; et l'on trouve encore quelques-uns de ses bons mots dans les anthologies de citations.
Voltaire, qui avait lu son Orpheline Léguée, dont la préface contenait quelques allusions peu flatteuses aux pièces de Shakespeare, écrivait à Saurin dans une lettre du 4 septembre 1765 : « Je soupconne, Monsieur, qu'il en est à peu près aujourd'hui comme de mon temps. Il y avait tout au plus aux premières representations une centaine de gens raisonnables ; c'est pour ceux-là que vous avez écrit ; votre pièce est remplie de traits qui valent mieux à mon gré que bien des pièces nouvelles qui ont eu de grands succez ; on y voit à tout moment l'empreinte d'un esprit superieur, et vous ne ferez jamais rien qui ne vous fasse beaucoup d'honneur aupres des sages. [...] Quant aux Anglais, je ne peux vous savoir mauvais gre de vous etre un peu moqué de Gilles Shakespeare ; c'était un sauvage qui avait de l'imagination ; il a fait même quelques vers heureux, mais ses pieces ne peuvent plaire qu'a Londres, et au Canada. Ce n'est pas bon signe pour le gout d'une nation quand ce qu'elle admire ne réussit que chez elle. »